# Siebenschläfer

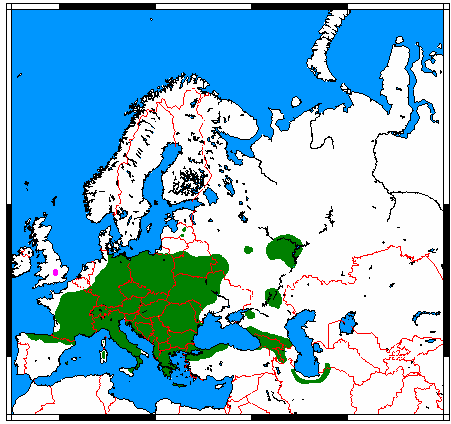
Verbreitungsgebiet laut IUCN (grün=ursprünglich; violett=Neozoon)

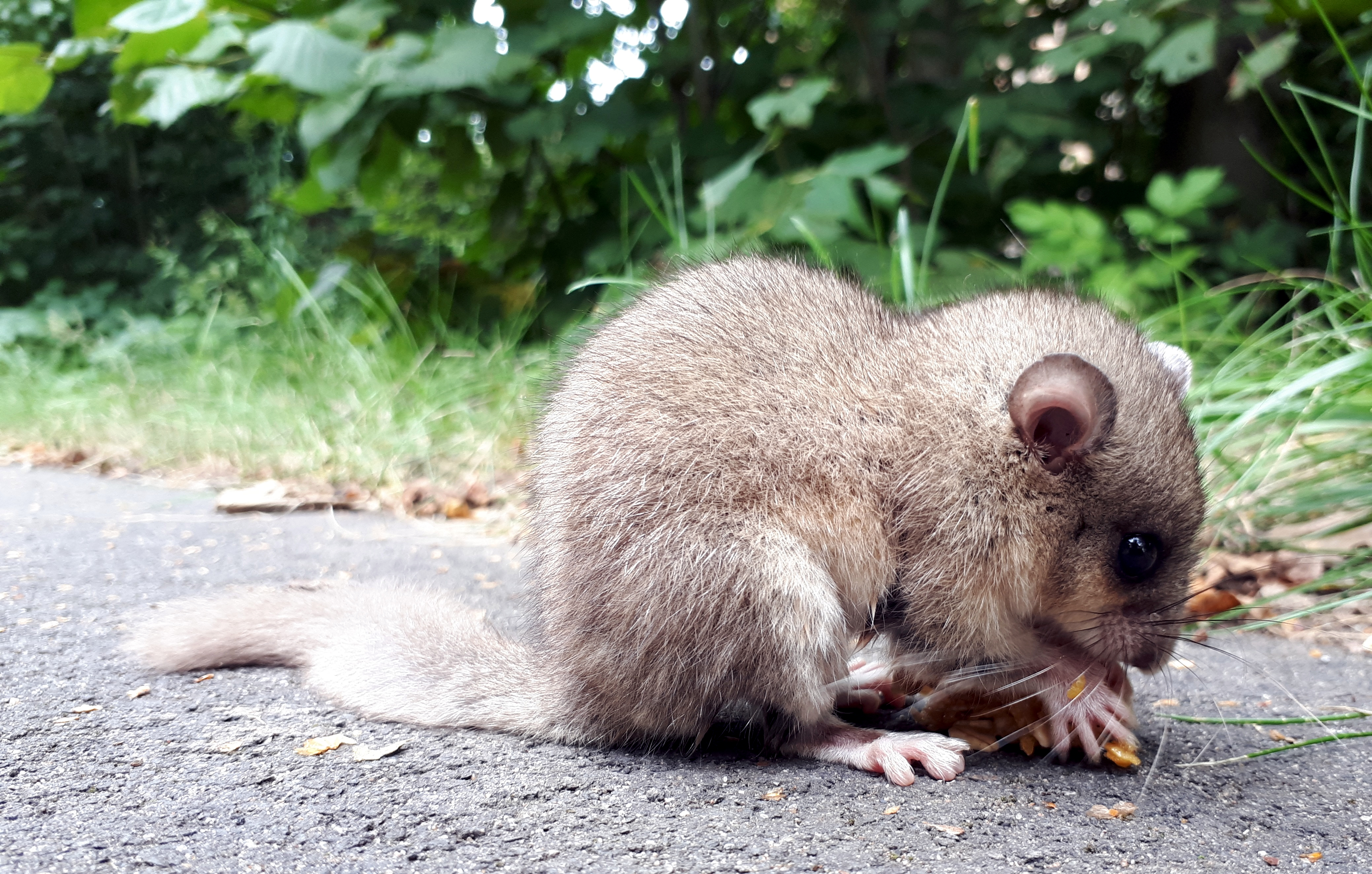
Siebenschläfer ausgewachsen

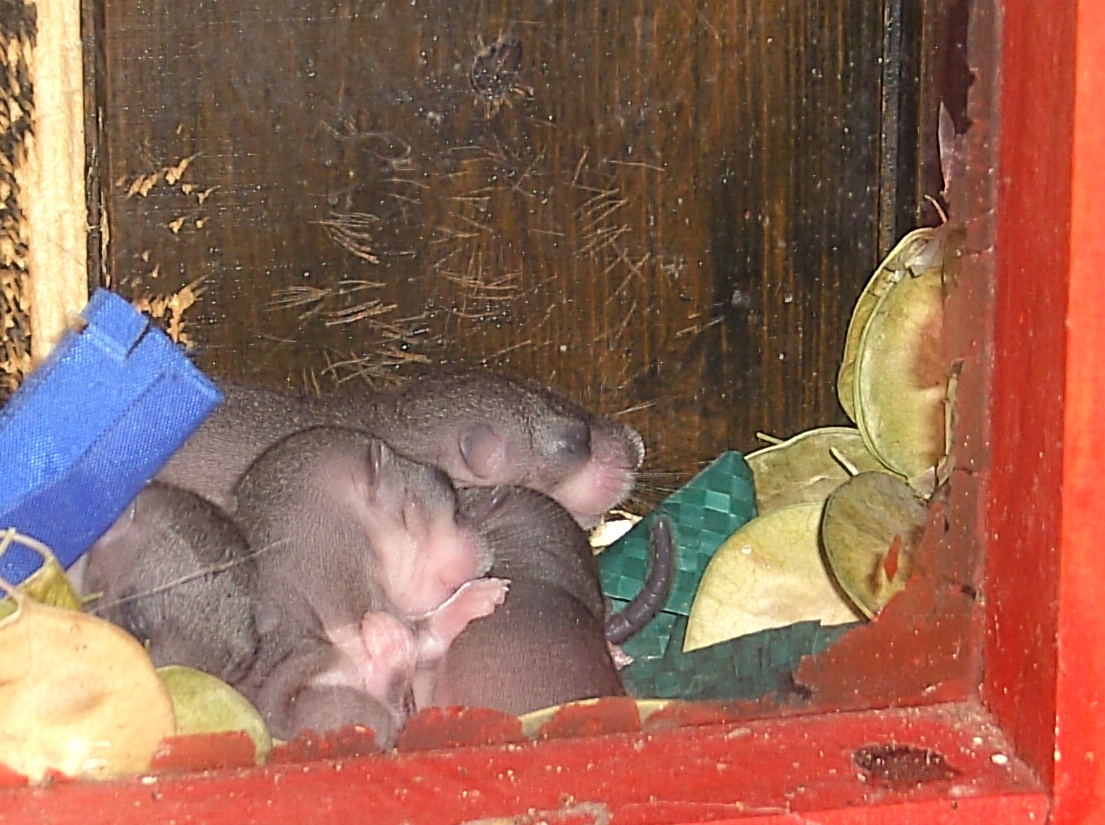
Siebenschläfernest, Jungtiere mit noch geschlossenen Augen

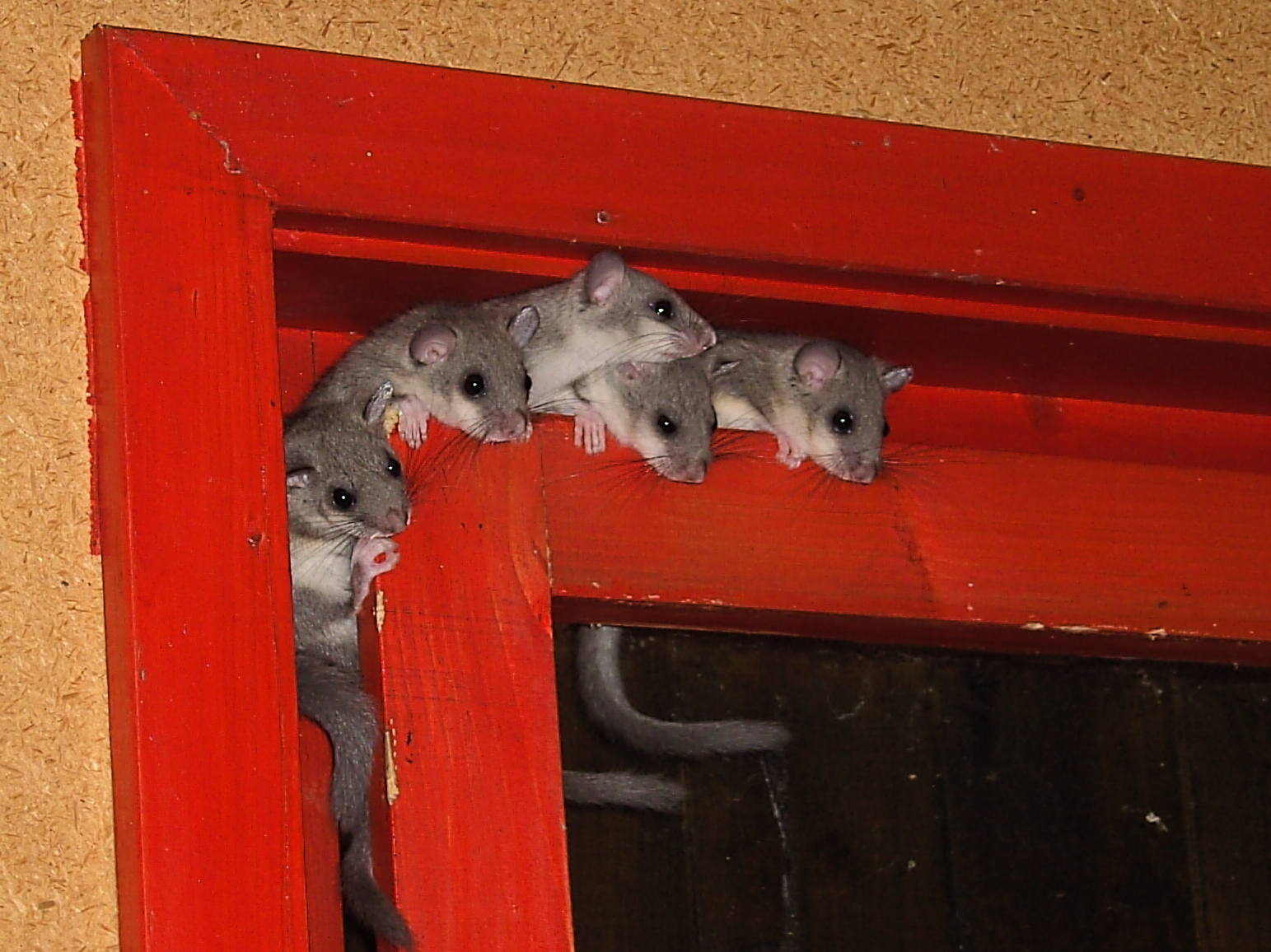
Jungtiere

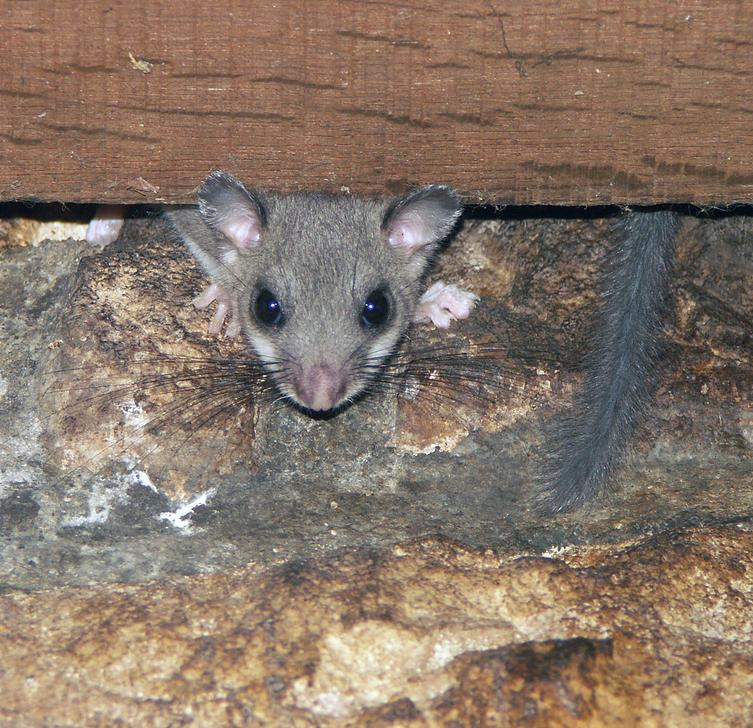
Frontalaufnahme

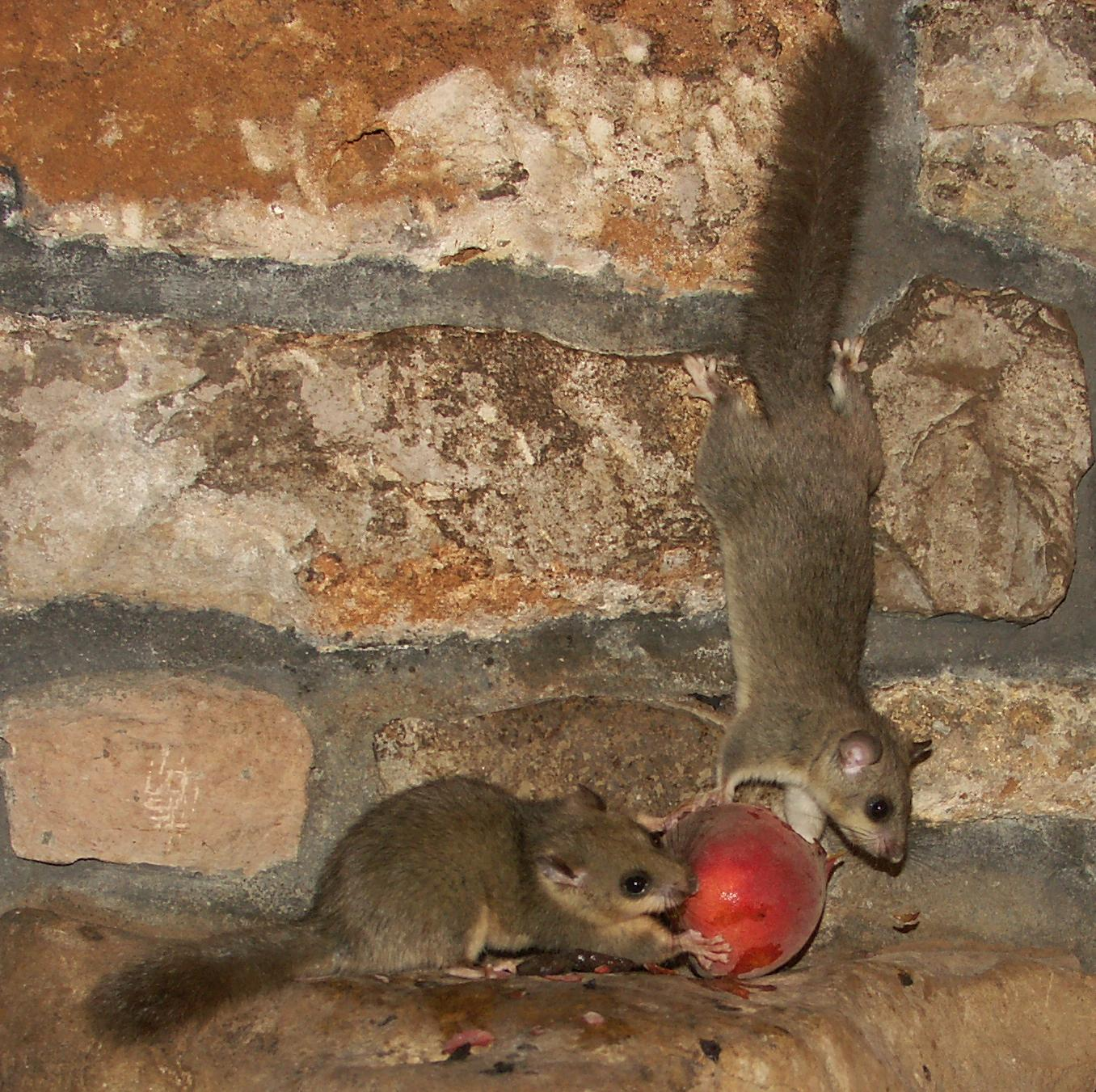
Zwei Siebenschläfer beim Verzehr eines Pfirsichs

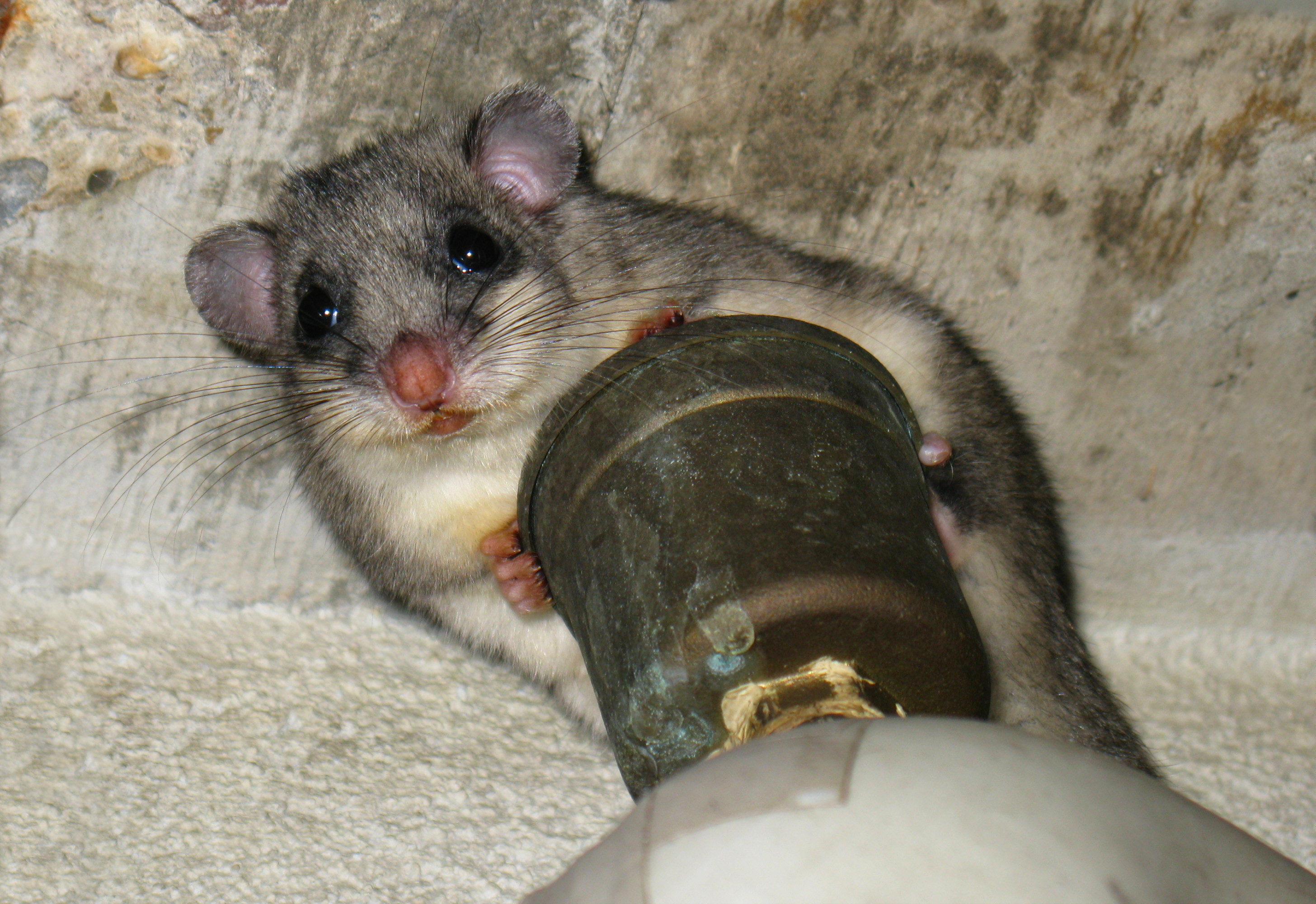
Siebenschläfer in einem Keller

Der Siebenschläfer (Glis glis) ist ein nachtaktives Nagetier aus der Familie der Bilche (Gliridae). Seine Gestalt erinnert an Eichhörnchen und Grauhörnchen, doch ist er deutlich kleiner, hat große, schwarze Augen, rundliche Ohren und einen weniger buschigen Schwanz. Das Gesicht weist keine Zeichnungen, aber lange Tasthaare auf. Die Fußballen sind stets etwas feucht, so dass Siebenschläfer Bäume und Wände ohne Probleme erklimmen können. Sie werden bis zu 9 Jahre alt und erreichen ein Gewicht von 70 bis 160 g. Die Kopf-Rumpflänge beträgt 13 bis 18 cm, dazu kommt der 11 bis 15 cm lange Schwanz. Der Siebenschläfer war in Deutschland Tier des Jahres 2004 und in Österreich Tier des Jahres 2021.  

## Namensgebung
Angeblich erhielt er seinen Namen wegen seines sieben Monate dauernden Winterschlafs, jedoch dauert diese Ruhephase oft von Anfang September bis Anfang Mai des nächsten Jahres und damit länger als sieben Monate. Im Volksglauben werden die Siebenschläfer mit den Sieben Schläfern in Verbindung gebracht und je nach Stimmung als entweder gute Hausgeister und Beschützer der Hausbewohner oder böses Omen gedeutet.

## Lebensraum
Man findet diese Tiere in Laubwäldern oder großen Gärten (ideal: Obstgärten) von Kontinentaleuropa bis hin nach Iran. Der Siebenschläfer sucht sich gerne in Baumlöchern, Vogelhäuschen und auch unter den Dächern von Häusern sein Schlafquartier. Während er dort den Tag verschläft, pflegt er nachts herumzulaufen und kann dabei so viel Lärm machen, dass dieser auch einem erwachsenen Menschen, etwa einem Einbrecher, zugeordnet werden könnte statt einem so kleinen Tier.
Die Naturschutzbund-BUND-Gruppe Leverkusen hat erstmals 2015 in Meisennistkästen, die von wildlebenden Siebenschläfern als Schlafquartier bezogen werden, Funkkameras eingebaut. Dadurch konnte ein Live-Stream im Internet das Leben der Siebenschläfer innerhalb ihrer Behausung zeigen, inklusive Geburt und Aufzucht der Jungen. Dieses Projekt wird seither jährlich wiederholt.

## Nahrung
Im Herbst wird zum Anfressen des „Winterspecks“ besonders fettreiche Nahrung bevorzugt. Dazu gehören Bucheckern, Eicheln, Haselnüsse, Kastanien und andere Samen, die viel Öl und Fett enthalten. In den Sommermonaten ernähren sich Siebenschläfer eher von Knospen, Rinden, Früchten und Pilzen. Gelegentlich wird die Nahrung durch Insekten, Vogeleier oder Jungvögel ergänzt.

## Fortpflanzung
Einen Monat nach dem Erwachen aus dem langen Winterschlaf beginnt die Paarungszeit, wobei die tatsächliche Vermehrung bei diesem Säugetier im Grunde nur über die nicht immer gegebene Befruchtungsfähigkeit der Männchen gesteuert wird. Allein in Jahren mit gutem Nahrungsangebot zur Herbstzeit sind schon im Frühjahr die Hoden der Männchen deutlich vergrößert, was mit einer tatsächlichen Befruchtungsfähigkeit verbunden ist. Wie diese vorausschauende Steuerung bei den Siebenschläfern zustande kommt, ist wissenschaftlich noch nicht geklärt.
Manchmal zieht sich die Paarungszeit auch bis Ende August hin. Nach einer Tragzeit von 30 bis 32 Tagen kommen zwischen Anfang August und Mitte September normalerweise vier bis sechs, seltener bis zu elf blinde Junge zur Welt. Nach 21 bis 32 Tagen öffnen diese die Augen und beginnen dann, bis zum nahen Beginn des Winterschlafs feste Nahrung zu sich zu nehmen. In dieser kurzen Phase sind sie zum Überleben auf ein sehr gutes Nahrungsangebot angewiesen.

## Winterschlaf
Für seinen Winterschlaf gräbt sich der Siebenschläfer in der Regel im September etwa 30 bis 100 cm tief in die Erde ein, um dort vor Frost geschützt zu sein. Er nimmt in seiner Erdhöhle, die nicht wesentlich größer ist als er selbst, eine kugelförmige Körperhaltung ein, um seine Wärmeabgabe bestmöglich zu reduzieren. Spätestens Anfang Mai – also nach bis zu acht Monaten – gräbt er sich nach einer mehrstündigen Aufwachphase wieder aus. Um den langen Zeitraum in der Erde zu überleben, zehrt der Siebenschläfer von seinen Fettreserven, die er sich über den Sommer angefressen hat, und seine Herzschlagfrequenz verringert sich von etwa 300 auf 5 Schläge pro Minute. So ist es ihm auch möglich, mit dem geringen Sauerstoffvorrat in seiner Erdhöhle auszukommen. Seine Körpertemperatur fällt bis auf fünf Grad Celsius, was etwa der Bodentemperatur entspricht. Zur Vermeidung eines Zelltodes bei niedrigeren Temperaturen wird der Winterschlaf von kurzen Aufwärm- und Aufwachphasen unterbrochen. Allerdings geschieht dies nicht in einem gewissen Rhythmus, sondern lediglich ein- bis zweimal.
In der Nähe von menschlichen Siedlungen kommt es häufig vor, dass sich der Siebenschläfer zum Überwintern einen frostgeschützten Platz in einem Gebäude sucht. Die Dauer des Winterschlafs kann dann – je nach Temperaturbedingungen – deutlich reduziert sein.

## Bedrohungen
Zu den Fressfeinden gehören Marder, Hauskatzen und größere Eulen. Lange Winter können einen hohen Schaden in der Population verursachen. Wegen seiner Bedrohung wurde der Siebenschläfer 2004 in Deutschland von der Schutzgemeinschaft Deutsches Wild zum Tier des Jahres ernannt. Die IUCN stuft den Siebenschläfer als „nicht gefährdet“ ein.

## Siebenschläfer und Menschen

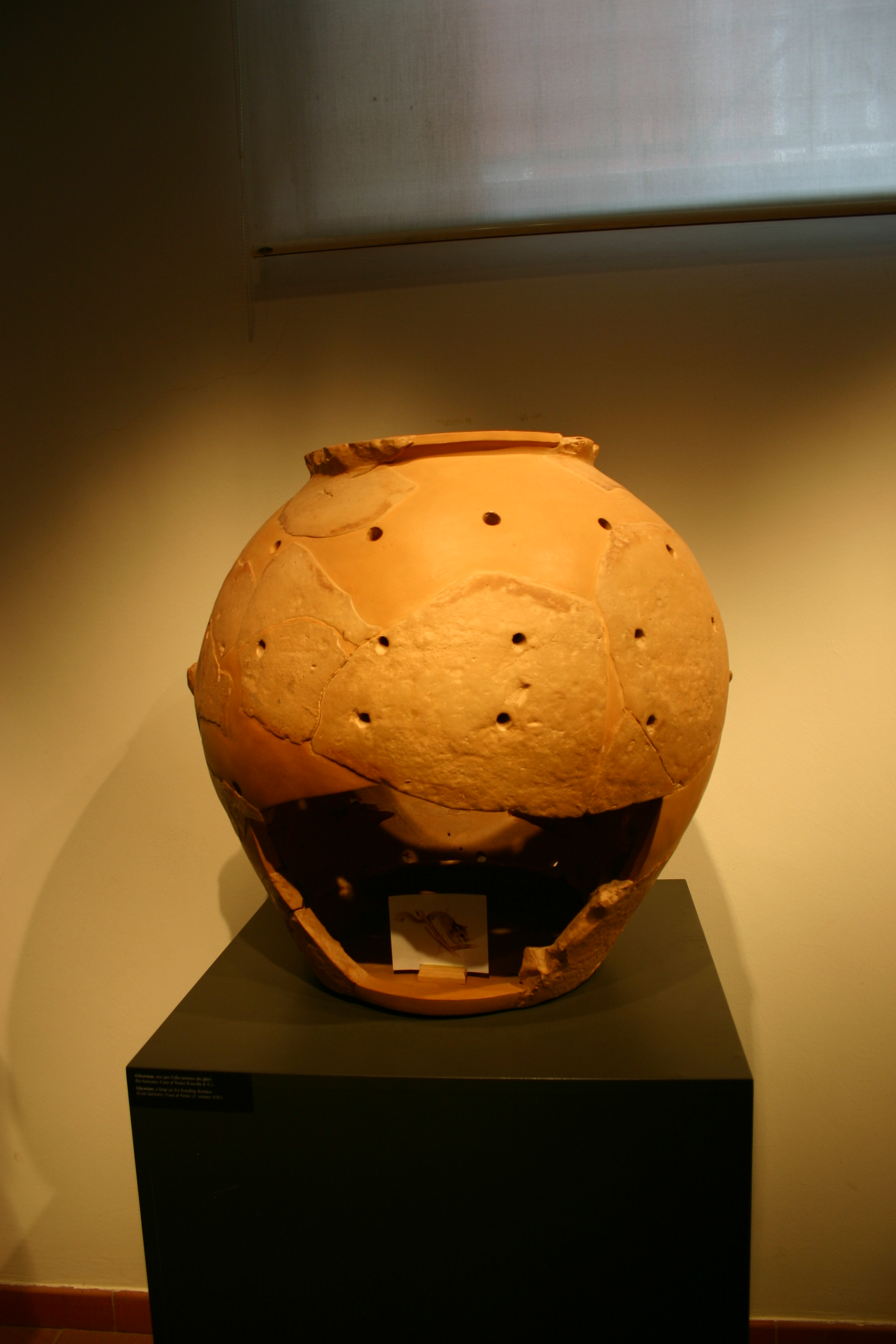
Ein Glirarium im Nationalen Archäologischen Museum in Chiusi.

Seit etwa dem Ende der Republik wurden in der Römischen Küche Siebenschläfer gegessen, die in einem speziellen rundlichen Terrakotta-Gefäß mit kleinen seitlichem Belüftungslöchern (Glirarium) gehalten und schlachtreif gemästet wurden. Die Tiere wurden anschließend abgezogen und kamen überwiegend in gebackener oder gesottener Zubereitung auf den Tisch, gewöhnlich als Snack oder als Zwischengang, wahrscheinlich wegen des geringen Nährwerts und des hohen Preises vornehmlich in wohlsituierten Haushalten.
Auch zu späteren Zeiten war der Verzehr von Siebenschläfern noch gebräuchlich, bis heute etwa in Slowenien, wo sie als seltene Spezialität gelten und das Fangen von Siebenschläfern mit Lebendfallen eine ländlich-volkstümliche Tradition ist. Der europäisch-mittelalterliche Genuss von Siebenschläfern wie auch die Verwendung ihres Fetts zu medizinischen Zwecken sind seit dem 13. Jahrhundert dokumentiert. Sie wurden auch saisonal zur Nahrungsergänzung oder in Notzeiten verstärkt bejagt.
Die im englischen Sprachraum verwendete Bezeichnung edible dormouse (wörtlich ‚essbarer Bilch‘) deutet dort ebenfalls auf den früheren Verzehr von Siebenschläfern hin.
In Italien ist der Verzehr des Siebenschläfers Tradition, besonders in der Lombardei und in Kalabrien. Dies ist jedoch derzeit nicht legal. Jagd, Mast und Verzehr sind verboten, da das Tier dort unter Schutz steht. Die ’Ndrangheta betreibt allerdings Wilderei, um die als Delikatesse geltenden Tiere bei festlichen Gelegenheiten zu servieren.

## Trivia
Der Schläferskopf, ein Berg im Taunus bei Wiesbaden, ist nach den dort ansässigen Siebenschläfern benannt.
Bobo Siebenschläfer wurde als Buch und Fernsehserie erfolgreich.
Der Siebenschläfer Piezke wird im Buch „Traumstunde für Siebenschläfer“ von Janosch wiederholt von Popov aus gefährlichen Situationen gerettet, in die er gerät, da er ständig einschläft – selbst im Stehen.
Die Kinderbuchreihe "Der kleine Siebenschläfer" von Sabine Bohlmann und Kerstin Schoene ist vom Leben der Siebenschläfer inspiriert und behandelt auch immer wieder Themen rund ums Schlafen und Einschlafen.